# ビットコインキャッシュ
ビットコインキャッシュ(Bitcoin Cash、ティッカーシンボル：BCH/BCC)は、暗号通貨「ビットコイン」のハードフォーク。2017年8月1日に誕生した。

## 歴史

### アイディア
2017年7月20日、「ビットコイン改善提案(BIP)91」(通称Segregated Witness)がアクティベートした。
ビットコインコミュニティの一部のメンバーはブロックサイズの上限を上げずに「BIP91」を採用することは単に問題に直面することを先送りしただけであり、BIP91に賛成した人々はビットコインを取引通貨よりもデジタル投資として扱うことを望んでいると感じた。
ハードフォーク計画は最初にASICマイニングハードウェアメーカーのBitmainから発表され、その後開発者がプロジェクトへの関心を寄せた。ビットコインキャッシュのプロジェクトは元々はBIP148 (UASF)が成功した場合にBitmainが実行する「コンティンジェンシー・プラン」と呼ばれた。ビットコインキャッシュの名称は元々は中国のマイニングプールの「ViaBTC」が提案した。

### 開発
オランダのアーネムで開かれた「ビットコインの未来」カンファレンスにおいてDeadal NixのAmaury Sechétがビットコインキャッシュのプロトコル(最初は「ビットコインABC」と呼ばれていた)を発表した。ビットコインキャッシュのハードフォークは2017年8月1日に行われると発表された。

### 開始
開始時にビットコインキャッシュはビットコインのそれまでの取引履歴を受け継ぐが、更なる取引は分離される。ブロック 478558が最後の共通のブロックであり、したがって最初のビットコインキャッシュのブロックは478559となる。ビットコインキャッシュの暗号通貨ウォレットはフォーク開始予定時刻の2017年8月1日13時20分(UTC)以降からビットコインのブロックとビットコイントランザクションを排除し始めた。ビットコインキャッシュはブロックサイズを8MBまで上げたことでビットコインのブロックチェーンとの後方互換性が無くなった。7月23日にビットコインキャッシュの先物取引が0.5BTCで始まったが、7月30日までに0.10BTCまで下落した。マーケットキャップ(時価総額)は2017年8月1日の23時15分(UTC)以降に表示されるようになった。

### ハッシュパワーの移動と難易度の変更
8月9日にはマイニングでオリジナルのチェーンよりも30%収益性が高かった。フォークによってブロックサイズの上限が引き上げられたがブロック生成は散発的であったことから、2017年8月9日の時点でオリジナルのチェーンがビットコインキャッシュのチェーンよりも920MB大きかった。
これらの難易度/ハッシュレート/収益性の変動への修正が11月13日の午後2時6分(UTC)に導入された。既存のEDAアルゴリズムは、難易度の過度な変更を防止しつつビットコインキャッシュが現在のビットコインよりも速くハッシュレートの変化に適合できるようにする新たな難易度調整アルゴリズムに置き換えられた。

### 市場
結局ビットコインキャッシュは多くの暗号通貨取引所で広く採用されたが、ビットコインキャッシュの名称により取引所のユーザーの間で混乱が起きた。Jaxxのチャーリー・シュレムは「我々は何が起こっているのかわかっていない何十万のユーザーを抱えている」と述べた。最終的にBcash(Bキャッシュ)の名称の使用を巡りコミュニティでの論争に発展した。ロジャー・バーは「ジョン・カルバーロはビットコインキャッシュをBキャッシュと呼びビットコインキャッシュのコミュニティーを繰り返し侮辱した」と述べた。Trezor architect Marek “Slush” Palatinusは「我々がBキャッシュの使用を好む理由としてユーザーが誤って間違ったウオレットを使うことを防ぐためだ」と説明した。一方でShapeShiftはプロジェクトの開発者がビットコインキャッシュと呼んでいることから同様に呼んだ。バーのコメントへの反応として、Andreas Antonopoulosは「Redditグループの検閲を破るためにリバタリアンは彼らが作ったシステムを呼ぶのに何の名称が使えて何が使えないのかをほんの少しの皮肉のセンスすらなく他人に伝えた」と述べた。
英数字のアドレス形式は現在のビットコイン(BTC)と同じであるが、ビットコインキャッシュ(BCC/BCH)はビットコイン(BTC)アドレスに送られるべきではないことは重要である。現在のビットコインのように、ビットコインキャッシュのアドレスは複数回使用できるが、プライバシーを懸念する場合は再利用されるべきではない。しかし、アドレス形式を変更する計画も存在する。

## 取引所の対応

### サポートする取引所
SFOXはブログの投稿で顧客が複数の取引所に渡って簡単に取引できるように2017年12月1日からビットコインキャッシュの取引のサポートを開始すると発表した。
2017年11月21日、Bitstampは2017年12月の初週からビットコインキャッシュの取引のサポートを行うと発表した。
コインベースは当初はビットコインキャッシュをサポートしないと発表していた が、消費者の反発を招き、消費者による集団訴訟についての憶測が飛び交った 。8月3日、コインベースは2018年1月1日までにビットコインキャッシュの取引を開始すると発表し、フォーク時にビットコインを所持していたユーザーは同量のビットコインキャッシュが付与されるが、取引を行うにはコインベースが取引を開始するまで待たなければならなかった。
中国に拠点を置く「ViaBTC」はビットコインキャッシュの誕生前から取引が出来るようにしていた。「Kraken」と「Bitfinex」 はビットコインキャッシュをサポートすると発表した 。2017年8月4日、Bitfinexは公式にビットコインキャッシュの預入及び引き出しを始めた。

### サポートしない取引所
BitMEX 、Exodusはビットコインキャッシュをサポートしないと発表した。
「Poloniex」は2017年7月時点で決定を発表していないが、ユーザーのビットコインのセキュリティを念頭に置いて決めていると述べた。8月中旬にPoloniexはビットコインキャッシュの取引を始めた。

## 支持者
ビットコインキャッシュの支持者(ブロックサイズを上げることと暗号通貨の分割の両方の考え)には東京を拠点とする投資家ロジャー・バーがいる。
世界各地で170回以上(2018年4月17日現在)のBitcoinのミートアップを行ってきた宍戸健もビッグブロックに賛成しており、現在はビットコインキャッシュを応援する活動をしている。宍戸健は2018年の3月に東京で行われたビットコインキャッシュの世界会議であるSatoshi's Vision(サトシヴィジョン会議)での日本人唯一のスピーカーである。
東京都渋谷区にあるnem barへのBCH決済導入や店舗導入ガイドラインの作成、ビギナー向けセミナーを行う雨弓(Twitterネーム)もエヴァンジェリストとして東京を拠点に活動している。